# 帕利梅
帕利梅（法語：Kpalimé）是位于多哥西南部、邻近加纳边境的一座城市，周边拥有大量的可可种植园。2022年人口87,478人。
帕利梅著名的景点包括建于1913年天主教教堂和多哥海拔最高的Mount Agou。

## 友好城市
- 法國 马穆楚[2]